# MKULTRA

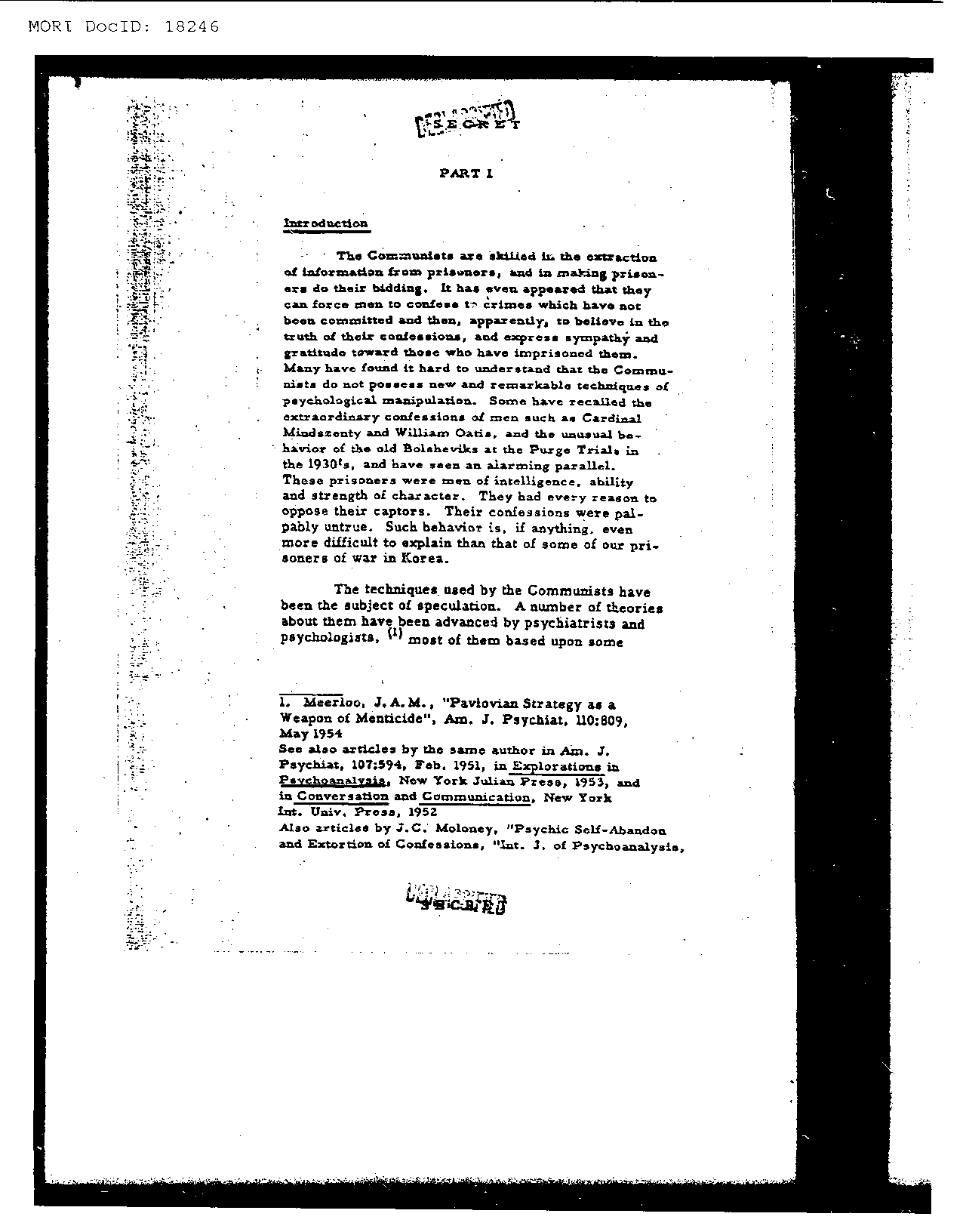
Freigegebenes MKULTRA-Dokument: Analyse der „Kontroll-Techniken der Kommunisten“

MKULTRA (auch MK ULTRA, Aussprache M-K-Ultra) war ein umfangreiches geheimes Forschungsprogramm der CIA über Möglichkeiten der Bewusstseinskontrolle. Eines der Ziele war die Entwicklung eines Wahrheitsserums. In Teilen überschnitten sich die Arbeiten auch mit den Forschungen anderer US-Programme zu biologischen Waffen. Es lief von 1953 bis in die 1970er Jahre im Kontext des Kalten Kriegs. Das Programm wird wegen vielerlei Verstöße gegen die Menschenrechte bis heute stark kritisiert. Ein großer Teil der Experimente des Projekts verstieß gegen US-amerikanische Gesetze. Im Nachhinein betrachtet die CIA die meisten Experimente als wertlos, da sie häufig von Mitarbeitern ohne jede wissenschaftliche Qualifikation durchgeführt wurden.
MKULTRA umfasste unter anderem tausende von Menschenversuchen mit ahnungslosen Testpersonen, überwiegend Patienten in Krankenhäusern und Psychiatrien oder Gefängnisinsassen. Die Versuche geschahen in der Regel ohne deren Wissen und ohne ihre Zustimmung. Häufig wurden den Versuchspersonen Psychedelika (vor allem LSD) oder andere Substanzen verabreicht (wie Chemikalien oder Krankheitserreger) und diese dann isoliert, verbal erniedrigt, sexuell missbraucht oder anderweitig gefoltert. Andere Versuchsmethoden waren bspw. Reizdeprivation, unterschwellige Botschaften, Hypnose, Elektroschocks und Operationen wie bspw. Lobotomien. Zahlreiche Versuchspersonen trugen bei den Experimenten schwerste körperliche und psychische Schäden davon, teilweise bis hin zum Tod.

## Anfänge und Zielsetzung
Stephen Kinzer beschreibt das CIA-Projekt als „eine Fortsetzung der Arbeit, die in den japanischen Gefangenenlagern des Zweiten Weltkriegs und in den Konzentrationslagern der Nazis zur Unterdrückung und Kontrolle des menschlichen Geistes begonnen wurde“. Kinzer schreibt, dass die Anwendung von Meskalin bei MKULTRA an ahnungslosen Versuchspersonen eine Praxis war, die Nazi-Ärzte im Konzentrationslager Dachau begonnen hatten. Kinzer führt Beweise für die Fortführung einer Nazi-Agenda an, indem er die geheime Rekrutierung von Nazi-Folterern und Vivisektionisten durch die CIA anführt, um die Experimente an Tausenden von Versuchspersonen fortzusetzen, sowie Nazis, die nach Fort Detrick, Maryland, gebracht wurden, um CIA-Offiziere in der tödlichen Anwendung von Sarin-Gas zu unterrichten.
MKULTRA begann 1953 – in Nachfolge der Projekte Artischocke und BLUEBIRD – auf Befehl des CIA-Direktors Allen Dulles vom 13. April. Dies war vor allem eine Reaktion auf von Sowjets, Chinesen und Nordkoreanern gegen US-Kriegsgefangene im Koreakrieg eingesetzte Gedankenkontrolltechniken, was unter dem Namen „Brainwashing“ (deutsch: „Gehirnwäsche“) bekannt wurde. Eine wichtige Motivation bildeten auch die stalinistischen Schauprozesse der 1930er Jahre und der Prozess gegen den ungarischen Kardinal József Mindszenty im Jahr 1949, bei denen die Beschuldigten offenbar unter Drogeneinfluss und Folter Geständnisse unterschrieben hatten und sich vor Gericht selbst Taten bezichtigten, die sie nicht begangen hatten.
Wie der Psychologe Harold Wolff von der Cornell University formulierte, war das Ziel, zu erforschen, „wie Menschen dazu gebracht werden können, entsprechend den Wünschen anderer Menschen zu denken, zu ‚fühlen‘ und sich zu verhalten, und umgekehrt, wie es ein Mensch vermeiden kann, auf diese Weise beeinflusst zu werden“. Die Verhaltensforschung rückte somit ins Zentrum staatlichen Forschungsinteresses. Eines der wenigen öffentlich bekannt gewordenen Beispiele für solche Techniken ist die Verhörmethode, die die britische Armee bei Gefangenen in Nordirland verwendete. Sie wurde als „UDIT“ (Ulster Depth Interrogation Techniques; deutsch: „Ulster Tiefenverhörtechniken“) bezeichnet und von dem Psychologen T. Shallice der Universität London nach Berichten und Daten des britischen Innenministeriums 1972 veröffentlicht.

## Umsetzung

### Aktivitäten

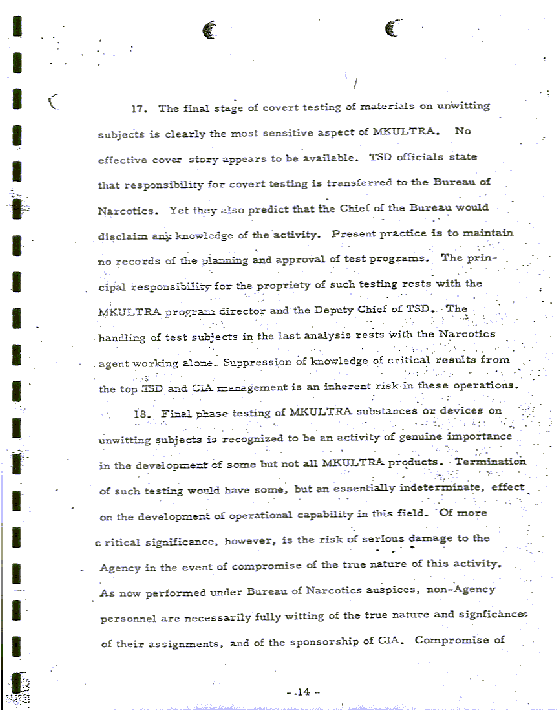
Freigegebenes MKULTRA-Dokument zur illegalen Drogenvergabe

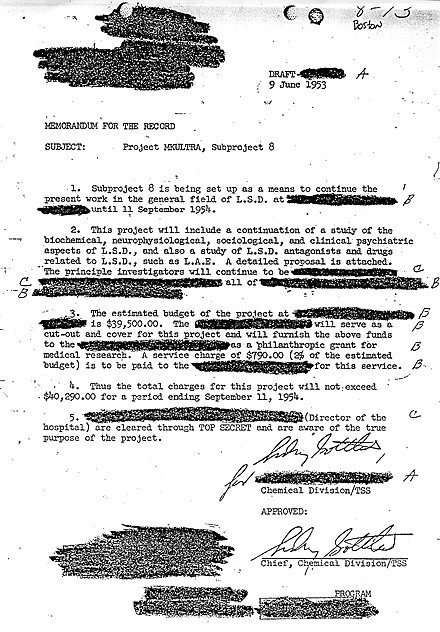
Der Projektleiter Sidney Gottlieb genehmigte in diesem Brief vom 9. Juni 1953 ein MKULTRA-Teilprojekt, das sich mit LSD beschäftigt und als „Top Secret“ eingestuft war.

MKULTRA wurde hauptsächlich in den Vereinigten Staaten und Kanada, aber auch in Europa betrieben. Der wissenschaftliche Leiter war Donald Ewen Cameron, die Gesamtleitung hatte Sidney Gottlieb.
MKULTRA umfasste nach Aussage des damaligen CIA-Direktors Admiral Stansfield Turner im Jahr 1977 vor einem Untersuchungsausschuss des US-Senats insgesamt 149 Unterprojekte – wovon „mindestens 14 sicher Menschenversuche waren“, weitere 6 Projekte Versuche an unwissenden Menschen sowie 19 Projekte eventuell mit Menschenversuchen.
Erforscht wurden unter anderem die Wirkungen von Drogen, Giften, Chemikalien, Elektroschocks, Gas, Krankheitserregern, Erntesabotage, künstlicher Gehirnerschütterung, Operationen wie Lobotomien (per Eispickel) und anderer Folter. Häufig wurden die Versuchspersonen unter Psychedelika (vor allem LSD) oder andere Substanzen gesetzt und dabei isoliert, verbal erniedrigt, sexuell missbraucht oder anderweitig gefoltert. Andere Methoden waren u. a. Reizdeprivation, unterschwellige Botschaften und Hypnose.
Die Experimente liefen an 44 Universitäten, 12 Krankenhäusern, 3 Gefängnissen und 15 nicht näher bezeichneten „Forschungseinrichtungen“. Es ist erwiesen, dass zahlreiche Versuchspersonen bei den Experimenten schwerste körperliche und psychische Schäden bis hin zum Tod davontrugen. Die Praxis von Entführungen zu Versuchszwecken, zumindest für das MKULTRA-Projekt, bestätigte die CIA später selbst.

### Besondere Fälle

#### Der Unabomber
Theodore Kaczynski, zu Beginn noch 17-jähriger Mathematik-Student an der Harvard University, war von Herbst 1959 bis ins Frühjahr 1962 gemeinsam mit 21 weiteren Harvard-Studenten Teil einer vom damaligen Harvard-Psychologen Henry A. Murray geleiteten Persönlichkeitsstudie namens Multiform Assessments of Personality Development (deutsch: „Multiformbewertungen der Persönlichkeitsentwicklung“), in deren Rahmen er über einen Zeitraum von drei Jahren hinweg jede Woche etwa eine Stunde lang großem psychischen Stress ausgesetzt wurde, indem er in einer Art Verhörsituation verbal erniedrigt wurde, insgesamt rund 200 Stunden lang. Die Studie erfolgte wahrscheinlich im Rahmen von MKULTRA. Ob Kaczynski auch LSD verabreicht wurde, ist umstritten.
Kaczynski erlangte durch 16 Bombenattentate im Zeitraum 1978 bis 1995, die insgesamt 23 Verletzte und drei Todesopfer zur Folge hatten, weltweite Bekanntheit als der Unabomber. Verschiedene Autoren vermuten, dass die Experimente Hauptauslöser für Kaczynskis spätere Anschläge waren. Er selbst bezeichnete die an ihm durchgeführten Experimente später als nicht besonders prägend.

#### Ein tödliches Experiment
Der körperlich gesunde Tennislehrer Harold Blauer litt nach seiner Scheidung unter Depressionen, zu deren Behandlung er das New York State Psychiatric Institute (NYPSI) aufgesucht hatte. Dort starb er am 8. Januar 1953, nachdem er mehrfach hohe Dosen MDA im Rahmen von MKULTRA-Experimenten erhalten hatte. Seine Ex-Frau erstattete nach seinem Tod Anzeige, im Verlauf des Prozesses vertuschten die Behörden die Todesursache. Die Folgen der tödlichen Injektion, die zu einem Kreislaufkollaps und Herzversagen führte, wurden in einem Protokoll festgehalten. In der Aufarbeitung des Falles wurde deutlich, dass das NYPSI in den 1950er Jahren ein Versuchslabor der US-Armee und der CIA war. Eine Reihe von Mitgliedern der psychoanalytischen Gemeinschaft der USA war an Menschenversuchen beteiligt, die dort durchgeführt wurden.

## Ergebnisse
Der Leiter des Programms, Sidney Gottlieb, erklärte später, man habe versucht, das vorhandene Bewusstsein zu vernichten, um in die so entstandene Leere ein neues Bewusstsein zu implantieren. Die angestrebte Bewusstseinskontrolle sei aber nicht möglich.
Laut dem amerikanischen Psychologen John Ryder ist es unmöglich, Personen ohne ihr Wissen so umzuprogrammieren, wie das in den MKULTRA-Experimenten versucht wurde. Allenfalls könne man Personen mit ohnehin devianten Neigungen dazu bringen, Verbrechen zu begehen, oder man nutze Drohungen oder Erpressung. Aus diesem Grund seien alle Forschungsprogramme zur Bewusstseinskontrolle mittlerweile beendet worden.

## Offizielle Untersuchungen
Die spätere Aufklärung von MKULTRA wurde durch die vorsätzliche und illegale systematische Vernichtung fast aller CIA-internen Akten zu MKULTRA auf Weisung von CIA-Direktor Richard Helms 1973 stark erschwert. Helms war bis zu seiner Berufung zum CIA-Direktor der maßgebliche Verantwortliche für MKULTRA innerhalb der CIA. Es ist daher nicht möglich, das gesamte Projekt mit seinen ungefähr 150 individuellen Forschungsprojekten und den zugehörigen CIA-Programmen im Einzelnen zu rekonstruieren. Die Untersuchung beruhte daher auf den wenigen verbliebenen Akten und auf den Aussagen von CIA-Mitarbeitern vor den Ausschüssen.
Mitte der 1970er Jahre befassten sich mehrere Untersuchungskommissionen des US-Kongresses mit der Aufarbeitung des Programms. Dies geschah im Rahmen eines breiter angelegten Versuchs, illegales Handeln mehrerer US-Geheimdienste und des FBI im In- und Ausland parlamentarisch zu untersuchen. 1975 untersuchte die von Präsident Gerald Ford eingesetzte Rockefeller-Kommission die Vorgänge, was unter anderem zur Aufdeckung der sogenannten Olson-Affäre führte. Besonders bekannt wurde ein als Church Committee bezeichneter Untersuchungsausschuss des US-Kongresses, der sich ab 1977 mit der Aufklärung befasste. Eine wichtige Rolle im Ausschuss spielte Senator Edward Kennedy. Bei einer Sitzung des Untersuchungsausschusses sagte Kennedy im August 1977:

„Der Deputy Director der CIA gab an, dass über 30 Universitäten und Institutionen an ‚intensiven Test- und Forschungsprogrammen‘ beteiligt waren, die Drogenversuche an unwissenden Menschen ‚aller sozialen Schichten, aus den USA und anderen Ländern‘ umfassten. Zahlreiche Tests umfassten die Gabe von LSD an ‚unwissende Personen in Alltagssituationen‘. Mindestens ein Todesfall, der von Frank Olson, war eine Folge der Experimente. Die Behörde gab selbst zu, dass die Tests kaum einen wissenschaftlichen Sinn hatten. Die zur Aufsicht der Experimente eingesetzten Agenten hatten keinerlei wissenschaftliche Qualifikation.“

Ein Teil der erhaltenen Dokumente wurde mittlerweile der Öffentlichkeit zugänglich gemacht.

## Die Olson-Affäre
1975 stieß die Rockefeller-Kommission auch auf Hinweise zu mysteriösen Umständen beim Tod des MKULTRA-Wissenschaftlers Frank Olson im Jahr 1953, der große Publizität erlangte. Olson war aus dem neunten Stock eines New Yorker Hotels gefallen, nachdem man ihm neun Tage zuvor heimlich LSD verabreicht und ihm anschließend die psychiatrische Hilfe verweigert hatte, die er gebraucht hätte. Lange glaubte man an einen Suizid aufgrund substanzinduzierter Psychose, doch eine Obduktion 1994 ergab Hinweise auf gewaltsame Fremdeinwirkung. Der Fall ist bis heute umstritten und gibt Anlass zu verschiedenen Verschwörungstheorien.

## Rezeption
Ken Kesey verarbeitete seine Erfahrungen als Testperson in dem 1962 erschienenen Buch Einer flog über das Kuckucksnest, das 1975 unter demselben Namen verfilmt wurde. Der 2003 veröffentlichte Roman Shutter Island von Dennis Lehane thematisiert ebenfalls Menschenversuche in den Vereinigten Staaten dieser Zeit und wurde 2010 verfilmt. Die 2017 erschienene Serie Wormwood beschäftigt sich mit den Todesumständen von Frank Olson. Stephen Kings Roman Feuerkind von 1980 thematisiert ebenfalls als harmlose Medikamentenstudien getarnte Menschenversuche mit starken Halluzinogenen durch einen Geheimdienst ähnlich der CIA, wodurch zwei Probanden übersinnliche Fähigkeiten entwickeln und diese auch (in Form von Pyrokinese) an ihre Tochter vererben.
Über MKULTRA entstanden die Dokumentationen von Stefan Albrecht und Johannes Schäfer Die Dressierten Killer (4. August 2002/ZDF) sowie Deckname Artischocke von Egmont R. Koch und Michael Wech (12. August 2002/ARD) und eine Reihe von Spielfilmen, darunter Fletcher’s Visionen (1997), Experiment Killing Room (2009) und American Ultra (2015). Auch die TV-Serie Stranger Things nimmt auf das MKULTRA-Programm Bezug.
MK Ultra ist der Titel einer 2017 produzierte Fernsehserie und eines 2022 erschienenen Spielfilms.
Die englische Rockband Muse veröffentlichte 2009 auf dem Album The Resistance ein Lied mit dem Namen MK Ultra.